# موضي بنت أبي حنايا البرازية
موضي البرازية شاعرة سعودية من نجد مشهورة في الثقافة الشفهية الشعبية في السعودية، وعرف شعرها بالجزالة والقوة.

## اسمها ونسبها
موضي وتُعرف بـ«مويضي» وهو تصغير لاسم «موضي»، ويعود نسبها للبرزان من مطير، وهي مشهورة شعبياً بمويضي البرازية.

## حياتها
تعد من الشاعرات المشهورات في الثقافة الشفهية الشعبية في السعودية، وشعرها يتسم بالإعجاب بالبطولة والفروسية وأحياناً بالفكاهة، ويعتقد بأنها تزوجت مرتين في حياتها، وأختلف في تحديد فترة حياتها؛ فالبعض يرجع بعض شعرها للقرن الثاني عشر الهجري، وآخرون يرون في شعرها دلالة لفترة لاحقة متأخرة.

## أبيات من شعرها
لموضي قصائد ملحمية عن قبيلتها ( مطير ) اذ تقول في واحدة منها :
نجد حميناها من اولاد وايل // واليوم عدونا سكن وادي الراك // اما احتميناها بحد السلايل // ولا عطينا الشاه ذولي وذولاك

فهي تسجل انتصارات مطير على عنزة وتحذر قومها من اقتراب العدو

وحدث لها أنها كانت تغني ذات يوم فأثارت غضب بعض المتدينين، وشكوها للدولة التي أرسلت شخصاً اسمه «سلامة»، فقام يوبخها ويعاقبها ويدعوها لعدم العودة مجدداّ للغناء. وفي أحد الأيام كانت تشدو بجانبها حمامة، فقالت تنصحها بأن تغني في غير هذا المكان الذي ضربت فيه بسبب الغناء، فقالت:
في مناسبة جرت بين مويضي وأخت لها تسمى «بنّا» وكانت أيضاً شاعرة، أن بنّا نظمت قصيدة تتشوق فيها للرجال الشجعان والكرماء، فتقول موجهة الخطاب لمويضي:
فردت عليها مويضي في قصيدتها المشهورة: